# Hermann Gebhard (Landwirt)

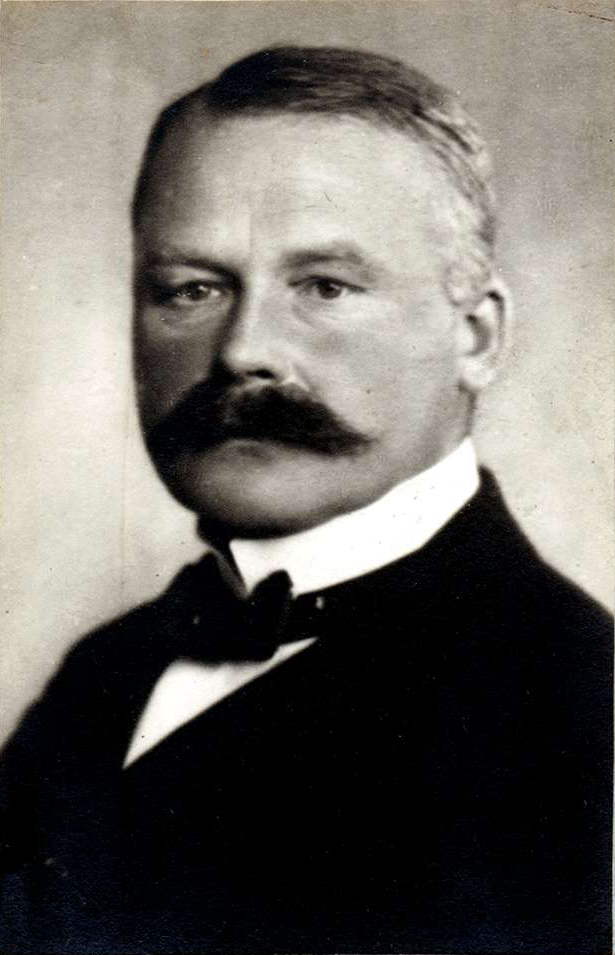
Hermann Gebhard

Hermann Gebhard (* 13. September 1878 in Eppingen; † 24. Juni 1928 in Heilbronn) war Landwirt und Mitglied des badischen Landtags.

## Leben
Gebhard wurde 1878 als Sohn des Landwirts Adam Gebhard geboren. Er war verheiratet mit Elise geborene Doll (* 10. Juni 1880; † 3. März 1961). Gebhard bewies früh eine besondere Rednergabe und setzte sich, speziell in der Zeit der Zwangswirtschaft nach dem Ersten Weltkrieg, für die Belange der Landwirte ein. Er war ab 1920 Landesvorsitzender des Badischen Landbundes und von 1921 bis 1925 Vorsitzender der Badischen Landwirtschaftskammer, außerdem Mitglied des Reichsbewertungsbeirats und von 1921 bis 1926 Mitglied des Badischen Landtags. Er verstarb 1928 an den Folgen einer Ohrenkrankheit.